# Sur la piste de l'Oregon
Pour plus de détails, voir Fiche technique et Distribution.
Sur la piste de l'Oregon (Westward Ho, the Wagons!) est un film américain de William Beaudine sorti en 1956 adapté du roman Children of the Covered Wagon de Mary Jane Carr.

## Synopsis
En 1846, un convoi de pionniers se met en route vers l'Oregon. Le leader de ce petit groupe est apparemment James Stephen, qui a déjà fait le voyage et emmène maintenant sa famille. John Grayson, surnommé Doc parce qu'il rêve de devenir médecin, semble cependant être le vrai chef du convoi.
En butte au mauvais temps et à des raids de la part des Pawnees qui dispersent plusieurs de leurs chevaux, les pionniers se rendent compte qu'ils ne pourront atteindre l'Oregon en suivant l'itinéraire prévu. Lors d'une halte au Fort Laramie, les enfants des pionniers se lient d'amitié avec des enfants Sioux. Doc Grayson soigne le fils de leur chef, blessé dans un accident, et le remet sur pied. Reconnaissants, les guerriers Sioux escortent les pionniers à travers le territoire des Pawnees, leur permettant d'arriver sans encombre en Oregon.

## Fiche technique
- Titre original : Westward Ho, the Wagons!
- Titre français : Sur la piste de l'Oregon
- Réalisateur : William Beaudine assisté de William Beaudine Jr. et Yakima Canutt (seconde équipe)
- Scénario : Thomas W. Blackburn d'après une nouvelle de Mary Jane Carr
- Directeur de la photographie : Charles P. Boyle
- Montage : Cotton Warburton
- Direction artistique : Marvin Aubrey Davis
- Décorateur de plateau : Bertram C. Granger, Emile Kuri
- Maquillage : David Newell
- Coiffure : Lois Murray
- Producteur associé : Bill Walsh
- Directeur de production : Ben Chapman
- Technicien du son : Robert O. Cook (superviseur), Dean Thomas (enregistreur)
- Effets visuels : Peter Ellenshaw (matte artiste), Albert Whitlock (assistant)
- Effets spéciaux : Ub Iwerks
- Costumes : Gertrude Casey, Chuck Keehne
- Musique
  - Composition originale : George Bruns
  - Chansons[1] : George Bruns et Thomas W. Blackburn (John Colter, Westward Ho, the Wagons!), Paul J. Smith et Gil George (Pioneer's Prayer), Stan Jones (Wringle Wrangle), George Bruns et Fess Parker (I'm Lonely My Darlin)
  - Chef d'orchestre : Edward H. Plumb
- Société de production : Walt Disney Productions
- Société de distribution : Buena Vista Film Distribution Company
- Pays :  États-Unis
- Langue : anglais
- Format : Couleur (Technicolor), CinemaScope
- Durée : 90 min

Sauf mention contraire, les informations proviennent des sources suivantes : Leonard Maltin, IMDb

## Distribution
- Fess Parker  (VF : Jean-Claude Michel) : John 'Doc' Grayson
- Kathleen Crowley : Laura Thompson
- Jeff York  (VF : Claude Bertrand) : Hank Breckenridge
- David Stollery : Dan Thompson
- Sebastian Cabot  (VF : Roger Rudel) : Bissonette
- George Reeves : James Stephen
- Doreen Tracey : Bobo Stephen
- Barbara Woodell : Mme Stephen
- John War Eagle : le frère de Wolf
- Cubby O'Brien : Jerry Stephen
- Tommy Cole : Jim Stephen
- Leslie Bradley : Spencer Armitage
- Morgan Woodward : Obie Foster
- Iron Eyes Cody : Many Stars
- Anthony Earl Numkena : Little Thunder
- Karen Pendleton : Myra Thompson
- Jane Liddell : Ruth Benjamin
- John Locke : Ed Benjamin

Source : Leonard Maltin et IMDb

## Sorties cinéma
Sauf mention contraire, les informations suivantes sont issues de l'Internet Movie Database.
- États-Unis : 20 décembre 1956
- Finlande : 17 mai 1957
- France : 7 août 1957
- Danemark : 12 août 1957
- Italie : 20 septembre 1957
- Allemagne de l'Ouest : 15 novembre 1957
- Suède : 25 novembre 1957
- Autriche : 6 juin 1958
- Japon : 19 août 1958

## Origine et production
Le film tente de faire perdurer le succès de la série Davy Crockett avec la promotion de cinq des chansons du film à l'instar de ce qui avait été fait sur la série mais aussi avec la participation de l'acteur Jeff York (interprète de Mike Fink) et du scénariste Tom Blackburn.
La séquence de l'attaque des indiens occupe une grande partie du film et a été filmée par le réalisateur de la seconde équipe, Yakima Canutt. Elle comprend plusieurs scènes en gros plan mais pas ou peu de vue globale malgré l'usage du CinemaScope. Les vues panoramiques et les scènes en extérieur ont été tournées en hiver dans la propriété de Janss nommée Conejo Ranch dans la Vallée de Conejo près de Thousand Oaks,. L'assistant réalisateur William Beaudine Jr. se souvient que le site, depuis converti en résidences d'habitation, ressemblait alors aux vallées du Wyoming. Il indique aussi que les scènes avec des chariots rassemblés en rond devaient être tournées en intérieur dans les studios Disney de Burbank afin d'éviter les mauvaises conditions climatiques mais le temps sec a permis de les faire sur site. Seuls quelques tableaux peints par Peter Ellenshaw en arrière champ ont été utilisés pour les vues dégagées.
Sur la piste de l'Oregon est le premier film des studios Disney dont la bande originale a été publiée par Disneyland Records, les précédents disques étant des ressorties ou des productions télévisuelles. Jimmy Johnson a proposé d'inclure la chanson Wringle Wrangle de Stan Jones, interprétée par Fess Parker chevauchant un cheval,. La pochette du disque a été illustrée par Peter Ellenshaw et le disque comprenait 6 chansons et plusieurs musiques instrumentales.

## Sortie et accueil
Juste avant la sortie du film, l'émission Walt Disney Presents (sur ABC) du 14 novembre 1956 est consacrée à la promotion du film avec un film intitulé Along the Oregon Trail,. À la sortie du film, l'un des principaux intérêts était la participation de plusieurs jeunes acteurs issus de l'émission The Mickey Mouse Club surnommés Mouseketeers, : Doreen Tracey, Cubby O'Brien, Tommy Cole, Karen Pendleton et David Stollery (qui jouait dans la série The Adventures of Spin and Marty).
Par la suite il a été diffusé à la télévision dans l'émission Walt Disney Presents diffusée sur ABC en deux épisodes, le 19 février 1961 et le 26 février 1961. Le film est sorti en vidéo en 1986.

## Analyse
Selon Leonard Maltin, le film est agréable à regarder malgré sa longueur de 90 minutes mais reste avant tout une collection de situations liées par des chansons de western sans avoir d'unité forte. La scène de l'attaque des indiens souffre du manque de point de vue globale pour apprécier l'ensemble de la situation ce qui fait que, selon Maltin, elle « tombe à plat ». Maltin s'interroge sur les raisons pour lesquelles Walt Disney a choisi de faire de ce film sans scénario solide qui sans la présence de Fess Parker et des Mouseketeers n'aurait pas attiré le public de l'époque. Pour Steven Watts, le film fait partie des histoires américaines du XIXe siècle adaptées par le studio Disney durant les années 1950, comprenant une importante part de nostalgie dont Danny, le petit mouton noir (1947) est le prototype. Il fait aussi partie de ceux contemporains qui s'éloignent du stéréotype acidulé de Disney [de l'animation], se focalisent sur la nature fragile du bien-être intérieur et présentent des familles incomplètes, dures, parfois violentes et cherchant à survivre. L'histoire est un regroupement d'événements épisodiques survenues à une famille dans un chariot traversant les grandes plaines.
Jimmy Johnson indique que Walt Disney trouvait le film un peu faible mais il accepta la production de produits dérivés comme une bande originale du film.